# 江干区
江干区（こうかん-く）は中華人民共和国浙江省杭州市に存在した市轄区。江干とは、河畔、大きな川辺、河岸の意。

## 歴史
清末まで江干地区は銭塘県（江干郷）及び仁和県（江干郷・会堡郷）に分けられていた。1911年（宣統3年）、銭塘及び仁和県が廃止され杭州府直轄とされ、1912年（民国元年）2月には府制廃止にともない杭県が設置され、江干地区もその管轄とされた。1927年（民国16年）5月には杭州市が成立、同年10月には区制が施行された際に江干区を初めとする6区が設置されている。1930年（民国19年）8月、13区に行政改編された際に江干区は第8区及び第9区に分割され、1934年（民国23年）3月の行政区画整理に際し第8区及び第9区は第5区と改称されている。1949年（民国38年）5月3日、中国共産党が杭州市を実効支配すると第5区は江干区と改称されている。

## 行政区画
- 街道：凱旋街道、采荷街道、閘弄口街道、四季青街道、白楊街道、下沙街道、彭埠街道、筧橋街道、丁蘭街道、九堡街道